# Condado de Montemolín

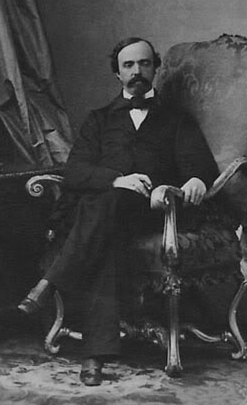
Carlos Luis de Borbón, pretendiente carlista al Trono de España como Carlos VI.

El condado de Montemolín es el título de incógnito (y de señalamiento) que adoptó Carlos Luis de Borbón como pretendiente carlista al Trono de España. El título hacía referencia a la localidad extremeña del mismo nombre, antigua encomienda de su padre, Carlos María Isidro de Borbón.
El 18 de mayo de 1845 Carlos María Isidro de Borbón, pretendiente a la Corona española como Carlos V, renunció a sus derechos dinásticos por medio de una carta dirigida a su hijo y heredero Carlos Luis quien, por su parte, aceptó la renuncia de su padre mediante otra carta de la misma fecha en la que anunció, además, que a partir de entonces adoptaría el título de «conde de Montemolín».
El título escogido por el nuevo pretendiente hacía referencia a la localidad extremeña de Montemolín, una villa que desde la Reconquista había pertenecido sucesivamente a la Corona, a la Orden de Santiago, a la Corona nuevamente, a una familia de banqueros genoveses bajo la Merced de un marquesado y a la Corona de nuevo. En 1819 el rey Fernando VII concedería la villa a su hermano Carlos María Isidro, futuro pretendiente carlista, junto con la encomienda y todas las prerrogativas que antes habían ejercido la Orden, los reyes y los marqueses. El hecho de elegir el título de «conde de Montemolín» es entonces un acto reivindicativo de Carlos Luis, pues la encomienda, al igual que el resto de los bienes del infante Carlos María Isidro, fue confiscada por el Estado tras el levantamiento carlista.
Desde la celebración de un acto en 2003 en Arbonne por parte de los seguidores de Carlos Hugo de Borbón-Parma, el título de conde de Montemolín fue utilizado por Carlos Hugo.